# (10051) Олби
(10051) Олби (лат. Albee) — астероид, относящийся к группе астероидов, пересекающих орбиту Марса. Он был открыт 23 августа 1987 года американским астрономом Элеанор Хелин в Паломарской обсерватории и назван в честь профессора Калифорнийского технологического института Ардена Олби (англ. Arden L. Albee).

Орбита астероида Олби и его положение в Солнечной системе